# Angela Ioan
Angela Ioan (n. 19 septembrie 1957, București, România) este o actriță română de film și de teatru.

## Biografie
În 1980 a absolvit Institutul de Artă Teatrală și Cinematografică, Facultatea de Teatru, Secția Actorie, la clasa profesoarei Olga Tudorache. În 1993 a urmat un curs de management al spectacolului la Universitatea Felix Meritis, Amsterdam iar în 1994 a urmat un curs de Management de bază în afaceri și administrație financiară, Școala de afaceri europeană Drăgan – București.
În teatru, în perioada 1978-1980 a colaborat cu Teatrul Mic din București, între 1980-1984 a fost actriță la Teatrul Național din Timișoara. Din 1984 până în 1989 a colaborat cu ATM (Asociația Oamenilor de Artă din Instituțiile Teatrale și Muzicale). Din 1985 este actriță la Teatrul Odeon.

## Filmografie
- 1981 - Dragostea mea călătoare - Simina Turbatu
- 1981 - Fata morgana
- 1981 - Ana și „hoțul”
- 1983 - Misterele Bucureștilor
- 1984 - Galax
- 1984 - Acțiunea „Zuzuc”
- 1984 - Zbor periculos - Livia, prietena Ruxandrei
- 1985 - Aripi de zăpadă
- 1987 - Primăvara bobocilor - tractorista Niculina, sora geamănă a lui Ionuț
- 1987 - Cetatea ascunsă - profesoara
- 1991 - Vinovatul
- 1992 - Stejarul
- 1994 - Nobody's Children, TV
- 2017 - Breaking News, Carmen
- 2018 - Povestea unui pierde-vară[5] ca mama lui Petru[6]

## Teatru

### Teatrul Odeon
- Sultana, nevasta lui Ioniță în Trei generații de Lucia Demetrius, regia artistică Dinu Cernescu[2]
- Mama în Blifat de Gabriel Pintilei, regia Alexandru Mihail[2]
- Matilda în Ultima femeie a Senorului Juan de Leonid Juhovitki, regia Vladimir Granov[2]
- Pacientă în Veronika se pregătește să moară după Paulo Coelho, regia Gelu Colceag[2]
- Yvette Longpre în Cumetrele de Michel Tremblay, regia Petre Bokor[2]
- Elsa în La țigănci după Mircea Eliade, regia Alexander Hausvater[2]
- Eleonora în Tango de Slawomir Mrozek, regia Laurian Oniga[2]

### Teatrul Național Radiofonic
- 1985 - Spectacolul nu va avea loc de Alfredo Balducci
- 1986 - Jurnalul lui Eugéne Delacroix de Elsa Grozea[7]